# Libycosuchus
Libycosuchus is een geslacht van uitgestorven Noord-Afrikaanse Crocodylomorpha dat mogelijk verwant is aan Notosuchus; het maakt deel uit van de monotypische Libycosuchidae en Libycosuchinae. Het was landbewonend en leefde ongeveer 95 miljoen jaar geleden in het Cenomanien van het Laat-Krijt. Fossiele overblijfselen zijn gevonden in de Bahariya-formatie in Egypte, waardoor het gelijktijdig is met de krokodilachtige Stomatosuchus en dinosauriërs, waaronder Spinosaurus. Het was een van de weinige fossielen die door Ernst Stromer werden ontdekt en die niet werden vernietigd door de Royal Air Force tijdens het bombardement op München in 1944. 
De typesoort Libycosuchus brevirostis werd in 1914 door Stromer benoemd en in 1915 beschreven. De geslachtsnaam verwijst naar Libië, in de oude betekenis van de noordoostelijke kust van Noord-Afrika. De soortaanduiding betekent 'met de korte snuit'.
Het holotype is BSP 1912 VIII 574, een schedel met onderkaken en drie wervels gevonden op de Gebel el Dist. Toegewezen zijn de specimina BSP 1912 VIII 575-578, vier losse wervels.
Libyosuchus heeft een korte brede kop. De schedel heeft hoge grote oogkassen. De snuit is taps toelopend met een wigvormige punt.